# むとうひろし
むとう ひろし（11月8日 - ）は、日本の漫画家。血液型はB型。東京都墨田区出身。小学校3年生くらいのころに千葉県佐倉市に転居する。

## 来歴
大学入学を機に漫画の投稿を始め、画業に専念するため中退。ちばてつや賞での受賞をきっかけに、『増刊ヤングマガジンダッシュ』にてデビュー。
2005年から2015年まで『週刊漫画ゴラク』（日本文芸社）にて『今日からヒットマン 』を不定期連載していた。
2013年から『プレイコミック』（秋田書店）にて『今日は死ぬにはもってこいの日』の連載していたが、雑誌休刊のため連載を休止していた。しかし、2015年より『別冊ヤングチャンピオン』（秋田書店）へ移籍し連載を再開した。

## 作品リスト
- 『コンパレ』講談社〈アッパーズKC〉全2巻（『ヤングマガジンアッパーズ』連載）
- 『Pay off』講談社〈ヤングマガジンコミックス〉全1巻（原作：きうちかずひろ、『週刊ヤングマガジン』2003年25号 - 2004年3号）
- TSUGAI（『別冊ヤングマガジン』） - 連載休止、単行本未収録。
- 『今日からヒットマン』日本文芸社〈ニチブンコミックス〉全31巻（『週刊漫画ゴラク』2005年 - 2015年6月12日号）
- 『今日は死ぬのにもってこいの日』秋田書店〈ヤングチャンピオンコミックス〉全3巻（『別冊ヤングチャンピオン』連載）
- 『チョコロボ！』講談社〈モーニングKC〉全4巻（『コミックDAYS』2018年3月[2] - 2019年4月[3]）
- 『HITMAN THE SHITMAN』KADOKAWA〈ヒューコミックス〉全3巻（『COMIC Hu』2021年11月4日[4] - 2023年10月19日）
- 『今日からヒットマンRISING』KADOKAWA〈MANGAバル コミックス〉既刊1巻（『ピッコマ』2025年1月31日 - 連載中）